# Lampronycteris brachyotis
Lampronycteris brachyotis је врста слепог миша из породице Phyllostomidae. 

## Распрострањење
Врста је присутна у Белизеу, Бразилу, Венецуели, Гвајани, Гватемали, Колумбији, Костарици, Мексику, Никарагви, Панами, Перуу, Суринаму, Тринидаду и Тобагу и Француској Гвајани.

## Станиште
Врста Lampronycteris brachyotis има станиште на копну.

## Угроженост
Ова врста није угрожена, и наведена је као најмање угрожена врсте, јер има широко распрострањење.

### Популациони тренд
Популација ове врсте је стабилна, судећи по доступним подацима.